# Blauzac
Blauzac é uma comuna francesa na região administrativa de Occitânia, no departamento de Gard. Estende-se por uma área de 15,9 km². Em 2010 a comuna tinha 1 237 habitantes (densidade: 77,8 hab./km²).